# Урочище Сокіл
Уро́чище Со́кіл — ботанічна пам'ятка природи загальнодержавного значення в Україні. Розташована на захід від села Гриньків Калуського району Івано-Франківської області. 
Площа — 29 га. Статус надано 1975 року. Перебуває у віданні ДП «Осмолодське лісове господарство». 
Заповідна територія розкинулась на південних схилах гори Сокіл, що в Ґорґанах (Українські Карпати), на висоті 800–1100 м. Тип лісу — вологий карпатський бір. Ґрунти слаборозвинені сильноскелетні, з низькою родючістю. Ґрунтове покриття дуже бідне, в ньому переважають різні види мохів. До пам'ятки включені окремі кам'янисті розсипища, що розташовані в межах масиву. 
Охороняється рідкісний для Карпат лісовий масив реліктової для Карпат сосни звичайної зі складом 9СІЯл+Б віком 190–200 р. Найпоширенішим типом лісу є чисто сосновий чорницево-зеленомоховий субір; трапляються дуже рідкісні сосново-ялицево-смерекові чорницево-зеленомохові фітоценози. 
У 2007 р. громадською організацією «Карпатські стежки» у співпраці з Посольством Королівства Нідерланди в Україні було встановлено інформаційно-охоронний знак (аншлаг).

## Флора
1. Сосна звичайна

2. Ялина європейська

3. Росичка круглолиста

4. Журавлина чотирипелюсткова

5. Водянка чорна

6. Осока трясучкоподібна

7. Пухівка вологолиста

8. Брусниця

9. Буяхи

10. Торфовий мох

## Фауна

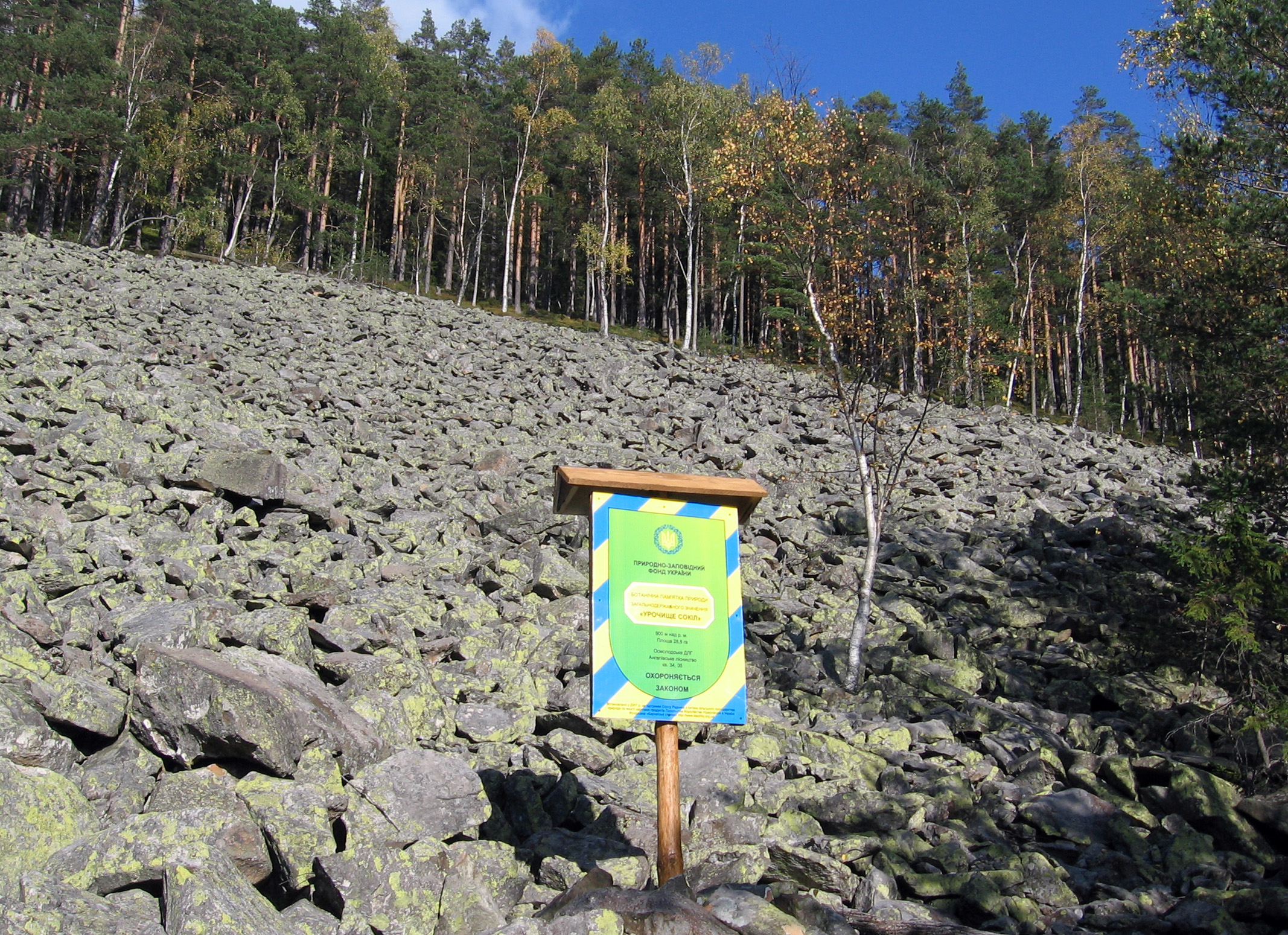
Охоронний знак

1. Вивірка

2. Олень благородний

3. Куниця лісова

4. Сарна європейська

5. Ведмідь бурий

6. Глушець карпатський

7. Орябок середньоєвропейський

8. Горіхівка

9. Синиця

10. Дятел